# Gian Francesco Malipiero

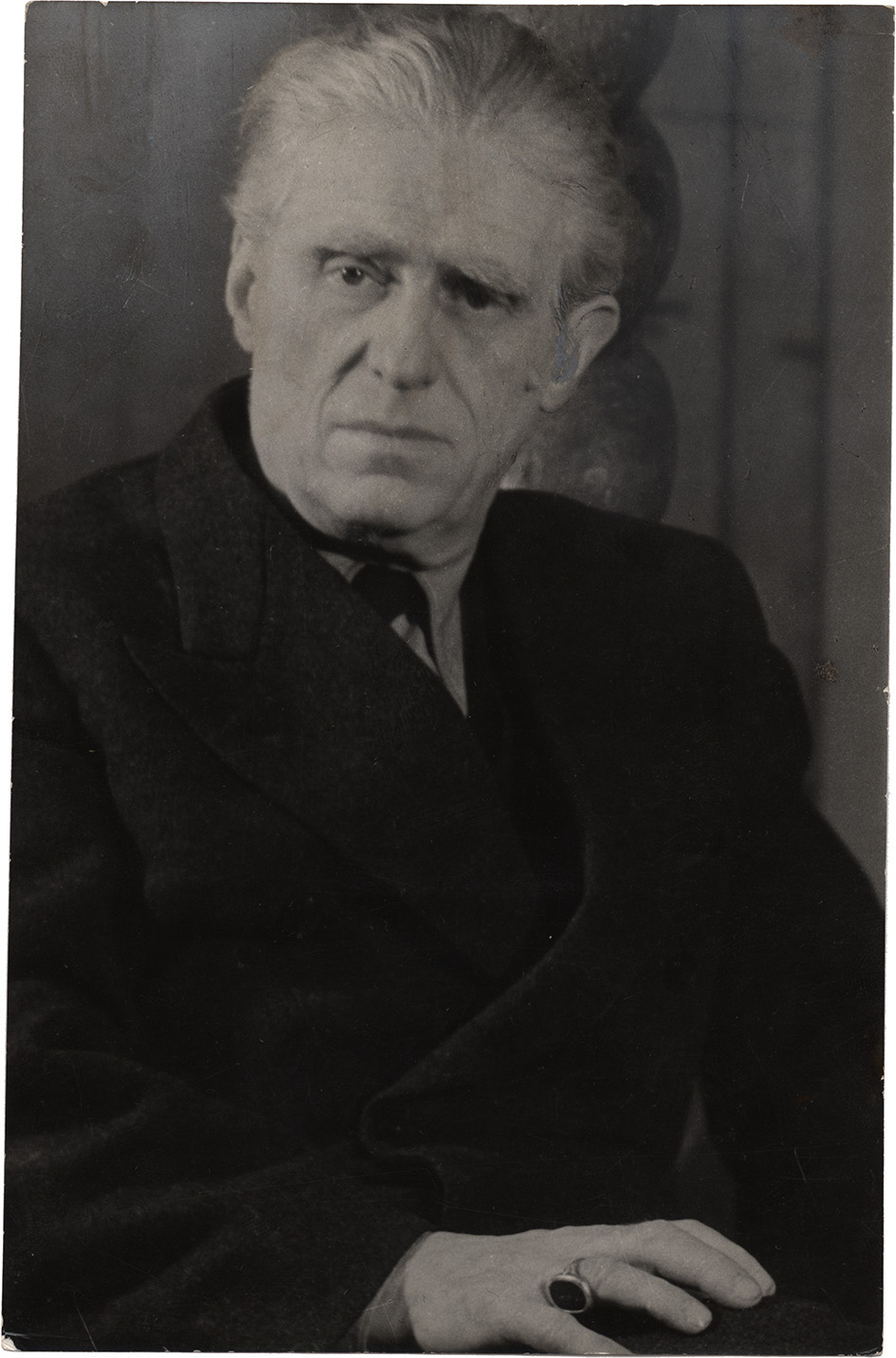
Gian Francesco Malipiero

Gian Francesco Malipiero (* 18. März 1882 in Venedig; † 1. August 1973 in Treviso) war ein italienischer Komponist und Musikwissenschaftler.

## Leben
Malipiero entstammte einer Musikerfamilie adeliger Herkunft. Sein Großvater Francesco Malipiero (1824–1887) war Opernkomponist, sein Vater Luigi war Pianist und Dirigent, und auch sein Neffe Riccardo Malipiero (1914–2003) wurde Komponist. Nach der Trennung seiner Eltern 1893 reiste Gian Francesco mit seinem Vater nach Triest, Berlin und schließlich nach Wien, wo er kurze Zeit am dortigen Konservatorium unter Stefan Stocker studierte. 1899, nach seiner Rückkehr nach Venedig, begann sein Unterricht bei Marco Enrico Bossi, dem er 1904 nach Bologna folgte.
Ohne äußere Anregung beschäftigte sich Malipiero seit 1902 mit der älteren italienischen Musik. Er entdeckte in der Biblioteca Marciana die Werke von Claudio Monteverdi, Girolamo Frescobaldi, Claudio Merulo und anderen. Wenig brachte ihm 1908 ein kurzer Studienaufenthalt in Berlin bei Max Bruch; entscheidend für ihn war 1913 sein Besuch in Paris, wo er der Uraufführung von Strawinskys Le sacre du printemps beiwohnte und die Freundschaft mit seinem Landsmann Alfredo Casella begann. Er verwarf daraufhin fast alle seine früheren Kompositionen.
Ab 1910 lebte Malipiero in einem Haus in Asolo nahe Venedig, musste jedoch 1917, bedingt durch die Kriegshandlungen, mit seiner Familie nach Rom fliehen, wo er bis 1921 blieb. Anschließend wurde er für drei Jahre Kompositionslehrer am Konservatorium in Parma und kaufte 1922 das Haus in Asolo, wo er bis zu seinem Tode wohnte. Von 1926 bis 1942 gab er eine Edition sämtlicher Werke Monteverdis heraus und ließ diese auf eigene Kosten drucken. Ab 1947 beteiligte er sich an der Veröffentlichung der Instrumentalwerke Antonio Vivaldis. Ab 1932 unterrichtete er Komposition am Liceo Musicale in Venedig, das er von 1939 bis 1952 leitete. Während seiner dortigen Lehrtätigkeit ging er zunächst konform mit der Kulturästhetik des faschistischen Mussolini-Regimes, was ihm von Kollegen (z. B. Alfredo Casella) und Kritikern noch lange Zeit vorgeworfen wurde.
Bei den Weltmusiktagen der Internationalen Gesellschaft für Neue Musik (ISCM World Music Days) 1930 in Liège/Brüssel, 1933 in Amsterdam und 1949 in Palermo/Taormina wirkte Malipiero als Juror. Er ist auch einer der an den Weltmusiktagen der ersten Jahrhunderthälfte am meisten aufgeführten Komponisten: 1923 wurden in Salzburg die 2 Sonette für Gesang und Klavier, 1924 in Salzburg Stornelli e Ballate, 1924 in Prag Impressioni dal Vero, 1925 in Venedig Le Stagione Italiche, 1925 in Prag Variationen ohne Thema, 1932 in Wien Cantari alla Madrigalesca, 1934 in Florenz Symphonie in 4 Sätzen, 1937 in Paris Symphonie Nr. 2, 1948 in Amsterdam/Scheveningen Symphonie Nr. 5 und 1953 in Oslo Passacaglia 1952 gespielt.
Malipieros bemerkenswerte kompositorische Produktivität blieb auch im hohen Alter nahezu ungebrochen.

## Werk
Malipieros frühe Werke, von denen einige als Manuskript erhalten sind, sind noch stark vom Impressionismus Debussys und der spätromantischen Klangsprache beeinflusst. Doch in seinen Werken nach dem Ersten Weltkrieg wurde immer mehr seine Beschäftigung mit der alten italienischen Musik hörbar. Besonders in seinen Bühnenwerken ist ein klarer Bruch mit dem damals herrschenden Verismus zu spüren. Malipiero entwickelte eine neue Dramaturgie; in seinen oft kurzen Bühnenwerken werden Text und Handlung zurückgedrängt und vereinfacht, die Musik steht im Mittelpunkt, Pantomime und Ballett ersetzen oft die Opernsänger. In der Zeit zwischen den beiden Weltkriegen gelangen ihm so seine überzeugendsten Kompositionen. Später wandte er sich auch wieder, mit weniger Erfolg, der Literaturoper zu.
Die Dramaturgie seiner Opern übertrug Malipiero auch auf seine Instrumentalwerke. Sowohl seine acht Streichquartette als auch seine elf nummerierten und sechs unnummerierten Sinfonien, deren Titel keine besondere programmatische Bedeutung haben, verzichten auf die klassischen Prinzipien der Themenentwicklung und des Kontrastaufbaus. Vielmehr sind die Einzelsätze suitenartig aneinandergereiht, das musikalische Gewicht liegt auf ihrer vollendeten kontrapunktischen Ausarbeitung. Wechselhaft ist jedoch die musikalische Sprache der Werke, die zwischen schlichter Diatonik und einem individuell geprägten Einsatz teils sperriger Chromatik schwankt.

## Ehrungen
1949 wurde Malipiero als auswärtiges Ehrenmitglied in die American Academy of Arts and Letters gewählt. 1951 Ehrenmitglied der International Society for Contemporary Music ISCM (Internationale Gesellschaft für Neue Musik). 1968 wurde er mit einem Antonio-Feltrinelli-Preis ausgezeichnet.

## Werke
- Opern
  - Schiavona (eventuell vernichtet)
  - Elen e Fuldano (1907–1909)
  - Canossa (1911–12; UA 1914)
  - Sogno d'un tramonto d'autunno (1913; UA 1963)
  - Lancelotto de lago (1914–1915)
  - L'orfeide (Triptychon: La morte delle maschere (1921–1922), Sette canzoni (1918–19), Orfeo, ovvero L'ottava canzone (1919–1920); UA 1925)
  - S Francesco d'Assisi (1920–1921; UA 1922 (konzertant), 1949)
  - Tre commedie goldoniane (Triptychon: La bottega da caffè (1922), Sior Todero Brontolon (1922), Le baruffe chiozzotte (1920); UA 1926)
  - Filomela e l'infatuato (1925; UA 1928)
  - Merlino mastro d'organi (1926–1927; UA 1934 (Rundfunk), 1972)
  - Il mistero di Venezia (Triptychon: Le aquile di Aquilea (1928), Il finto Arlecchino (1925), I corvi di S Marco (1928); UA 1932)
  - Torneo notturno (1929; UA 1931)
  - I trionfi d'amore (1930–1931, Triptychon: Castel smeraldo, Mascherate, Giochi olimpici; UA von Nr. 2 1937)
  - La bella e il mostro (1930; eventuell verloren)
  - La favola del figlio cambiato (1932–1933; UA 1934)
  - Giulio Cesare (1934–1935; UA 1936)
  - Antonio e Cleopatra (1936–1937; UA 1938)
  - Ecuba (1940; UA 1941)
  - La vita è sogno (1940–1941; UA 1943)
  - I capricci di Callot (1941–1942; UA 1942)
  - L'allegra brigata (1943; UA 1950)
  - Vergilii Aeneis. Sinfonia eroica (1943–1944; UA 1946 (Rundfunk), 1958)
  - Mondi celesti e infernali (1948–1949; UA 1950 (Rundfunk), 1961)
  - Il figliuol prodigo (1952; UA 1953 (Rundfunk), 1957)
  - Donna Urraca (1953–1954; UA 1954)
  - Il capitan Spavento (1954–1955; UA 1963)
  - Venere prigioniera (1955; UA 1957)
  - Rappresentazione e festa di Carnasciale e della Quaresima (1961; UA 1962 (konzertant), 1970)
  - Don Giovanni (1962; UA 1963)
  - Le metamorfosi di Bonaventura (1963–1965; UA 1966)
  - Don Tartufo Bacchettone (1966; UA 1970)
  - Il marescalco (1960–1968; UA 1969)
  - Gli eroi di Bonaventura (Ausschnitte aus älteren Werken, 1968; UA 1969)
  - Uno dei dieci (1970; UA 1971)
  - L'Iscariota (1970; 1971)

- Ballette
  - I selvaggi (1918)
  - Pantea (1917–1919)
  - La mascherata delle principesse prigionere (1919)
  - Oriente immaginario (1920)
  - Stradivario (1947–1948)
  - El mondo novo (1950–1951)
- Sinfonien
  - Sinfonia degli eroi (1905)
  - Sinfonia del mare (1906)
  - Sinfonie del silenzio e de la morte (1909–1910)
  - Sinfonie Nr. 1 in quattro tempi, come le quattro stagioni (1933)
  - Sinfonie Nr. 2 elegiaca (1936)
  - Sinfonie Nr. 3 delle campane (1944–1945)
  - Sinfonie Nr. 4 in memoriam (1946)
  - Sinfonie Nr. 5 concertante, in eco (1947)
  - Sinfonie Nr. 6 für Streicher (1947; auch Fassung für Streichquintett), ein Auftragswerk für Paul Sacher
  - Sinfonie Nr. 7 delle canzoni (1948)
  - Sinfonia in un tempo (1950)
  - Sinfonia dello zodiaco (1951)
  - Sinfonia per Antegenida (1962)
  - Sinfonie Nr. 8 Symphonia brevis (1964)
  - Sinfonie Nr. 9 dell'ahimè (1966)
  - Sinfonie Nr. 10 atropo (1967)
  - Sinfonie Nr. 11 delle cornamuse (1969)
- Weitere Orchesterwerke
  - Dai "Sepolcri". Sinfonische Dichtung (1904)
  - Dalle Alpi. Suite (1904–1905)
  - Impressioni dal vero (I, 1910–11; II, 1914–1915; III, 1921–1922)
  - Danze e canzoni (1911–1912)
  - Vendemmiale (La fine d'una festa) (vor 1914)
  - Armenia (1917)
  - Ditirambo tragico (1917)
  - Pause del silenzio (I, 1917; II (Sul fiume del tempo, L'esilio dell'eroe, Il grillo cantarino), 1925–1926)
  - Per una favola cavalleresca (aus der Oper Lancelotto del lago, 1921)
  - Grottesco (nach dem Ballett I selvaggi, 1923)
  - Sette invenzioni (1933)
  - Quattro invenzioni (La festa degli indolenti) (1933)
  - Inni (1932–1934)
  - Passacaglie (1952)
  - Elegia-capriccio (1953)
  - Fantasie di ogni giorno (1953)
  - La lanterna magica (nach dem Ballett El mondo novo, 1955)
  - Dialogo no. 1 "con Manuel de Falla, in memoria" (1955–1956)
  - Notturno di canti e balli (1957)
  - Cinque studi (1960)
  - Variazioni su un tema di G. Simone Mayr (1963)
  - Omaggio a Belmonte (Arnold Schönberg) (1971)
  - S Zanipolo (1971)
- Konzerte
  - Arione für Violoncello und Orchester (1912)
  - Variazioni senza tema für Klavier und Orchester (1923)
  - Concerti (1931)
  - Violinkonzert Nr. 1 (1932)
  - Klavierkonzert Nr. 1 (1934)
  - Klavierkonzert Nr. 2 (1937)
  - Cellokonzert (1937)
  - Concerto a tre für Klaviertrio und Orchester (1938)
  - Klavierkonzert Nr. 3 (1948)
  - Klavierkonzert Nr. 4 (1950)
  - Concerto für Streicher (1952)
  - Fantasie concertanti für Klaviertrio und Orchester (1954)
  - Dialogo no. 5 quasi concerto für Viola und Orchester (1956)
  - Dialogo no. 6 quasi concerto für Cembalo und Orchester (1956)
  - Dialogo no. 7 für 2 Klaviere und Orchester (1956)
  - Klavierkonzert Nr. 5 (1958)
  - Violinkonzert Nr. 2 (1963)
  - Klavierkonzert Nr. 6 delle macchine (1964)
  - Flötenkonzert (1967–1968)
- Vokalwerke mit Orchester
  - Canto notturno di un pastore errante dell'Asia für Bariton, Chor und Orchester (1909–1910)
  - La principessa Ulalia für Tenor, Bariton, Chor und Orchester (1924)
  - La cena für Männerstimmen, Chor und Orchester (1927)
  - Il commiato für Bariton und Orchester (1934)
  - La Passione für Sopran, 2 Tenöre, Bariton, Chor und Orchester (1935)
  - Missa pro mortuis für Bariton, Chor und Orchester (1938)
  - S Eufrosina für Sopran, 2 Baritone, Chor und Orchester (1942)
  - Le sette peccati mortali für Chor und Orchester (1946)
  - La terra für Chor und Orchester (1946)
  - La festa della Sensa für Bariton, Chor und Orchester (1949–1950)
  - Cinque favole für Sopran oder Tenor und kleines Orchester (1950)
  - L'ottavo dialogo: la morte de Socrate für Bariton und kleines Orchester (1957)
  - Magister Josephus für Sopran, Alt, Tenor, Bariton und Orchester (1957)
  - Preludio e morte di Macbeth für Bariton und Orchester (1958)
  - L'asino d'oro für Bariton und Orchester (1959)
  - Concerto di concerti, ovvero Dell'uom malcontento für Bariton, Violine und Orchester (1959–1960)
  - Abracadabra für Bariton und Orchester (1962)
  - L'aredodese für Sprecher, Chor und Orchester (1967)
- Streichquartette
  - Streichquartett (1907–10)
  - Streichquartett Nr. 1 Rispetti e strambotti (1920)
  - Streichquartett Nr. 2 Stornelli e ballate (1923)
  - Streichquartett Nr. 3 Cantàri alla madrigalesca (1931)
  - Streichquartett Nr. 4 (1934)
  - Streichquartett Nr. 5 dei capricci (1950)
  - Streichquartett Nr. 6 L'arca di Noè (1947)
  - Streichquartett Nr. 7 (1950)
  - Streichquartett Nr. 8 per Elizabetta (1963–1964)
- Weitere Kammermusik
  - Cellosonate d-moll (1907–1908)
  - Canto crepuscolare e canto notturno für Violine und Klavier (1914)
  - Il canto della lontananza für Violine und Klavier (1919)
  - Ricercari für 11 Instrumente (1925)
  - Ritrovari für 11 Instrumente (1926)
  - Sonata a 3 für Klaviertrio (1927)
  - Canto nell'infinito für Violine und Klavier (1930)
  - Epodi e giambe für Oboe, Fagott, Violine und Viola (1932)
  - Sonata a 5 für Flöte, Streichtrio und Harfe (1934)
  - Sonatina für Cello und Klavier (1942)
  - Sonata a 4 für Flöte, Oboe, Klarinette und Fagott (1954)
  - Dialogo no. 4 per 5 strumenti a perdifiato für Bläserquintett (1956)
  - Impromptu pastorale für Oboe und Klavier (1957)
  - Le fanfaron de la fanfare für Trompete und Klavier (1958)
  - Serenata mattutina für 10 Instrumente (1959)
  - Serenata für Fagott und 10 Instrumente (1961)
  - Preludio für Gitarre (1961)
  - Macchine für 14 Instrumente (1963; eingearbeitet in das Klavierkonzert Nr. 6)
  - Endecatode für 14 Instrumente und Schlagzeug (1966)
- Klaviermusik
  - 6 morceaux (6 pezzi) (1905)
  - Bizzarrie luminose dell'alba, del meriggio, della notte (1908)
  - 3 danze antiche (1910)
  - Poemetti lunari (1909–1910)
  - Tre improvisi per Pianola
  - Impressioni (vor 1914)
  - Preludi autunnali (1914)
  - Poemi asolani (1916)
  - Barlumi (1917)
  - Maschere che passano (1918)
  - Risonanze (1918)
  - La siesta (1920)
  - A Claude Debussy (1920)
  - Omaggi: a un pappagallo, a un elefante, a un idiota (1920)
  - Cavalcate (1921)
  - Il tarlo (1922)
  - Pasqua di resurrezione (1924)
  - 3 preludi e una fuga (1926)
  - Epitaffio (1931)
  - Prélude à une fugue imaginaire (1932)
  - I minuetti di Ca'Tiepolo (1932)
  - Preludio, ritmi e canti gregoriani (1937)
  - Preludio e fuga (1940)
  - Hortus conclusus (1946)
  - Stradivario für 2 Klaviere (1955)
  - Dialogo no. 2 für 2 Klaviere (1955)
  - 5 studi per domani (1959)
  - Variazione sulla pantomima dell'amor brujo di Manuel de Falla (1959)
  - Bianchi e neri (1964)

## Rezeption
1985 drehte der deutsche Regisseur Georg Brintrup über Leben und Werk von Gian Francesco Malipiero den Musikfilm Poemi Asolani.